# Stanisław Kryński (tłumacz)
Stanisław Leon Kryński herbu Przeginia (ur. 21 czerwca 1912 w Warszawie, zm. 30 stycznia 1967 tamże) – polski prawnik, historyk, filolog-anglista, krytyk literacki i tłumacz literatury anglojęzycznej.

## Biografia
Stanisław Leon Kryński urodził się w Warszawie 21 czerwca 1912 roku. Rodzice Stefan Kryński i Helena z Frąckiewiczów wywodzili się z rodzin ziemiańskich. Wychowywał się w majątku w Strzałkowie pod Radomskiem. Od 1923 roku uczęszczał do Gimnazjum Towarzystwa im. Jana Zamoyskiego w Warszawie. W latach 1926–1927 przebywał w Rabce z powodów zdrowotnych, gdzie uczył się w gimnazjum sanatoryjnym doktora Jana Wieczorkowskiego. Po powrocie do Warszawy zdał w maju 1930 egzamin dojrzałości typu humanistycznego.
W październiku 1930 roku rozpoczął studia na Wydziale Prawa i Nauk Państwowych Uniwersytetu Warszawskiego. Jego wykładowcami byli: prof. Eugeniusz Jarra, prof. Ignacy Koschembahr-Łyskowski, prof. Borys Łapicki, prof. Józef Rafacz, dr Henryk Piętka. Od września 1934 do września 1935 Kryński odbył przeszkolenie wojskowe jako telegrafista. Został przeniesiony do rezerwy 1 października 1935 roku. W latach 1935–1938 odbył studia historyczne na Wydziale Humanistycznym Uniwersytetu Józefa Piłsudskiego w Warszawie. Uzyskał stopień magistra filozofii 30 czerwca 1938 roku na podstawie pracy Mikołaj Lasocki: życie i działalność polityczna.
Kryński zamierzał doktoryzować się z prawa rzymskiego. W trakcie studiów uczęszczał na trzyletni kurs francuskiego prawa cywilnego prowadzony przez prof. Henriego Mazeauda z Uniwersytetu Paryskiego. W 1937 otrzymał Certificat de droit français de l’Université de Paris. Jesienią 1938 roku wyjechał za namową prof. Koschembahra-Łyskowskiego do Rzymu, gdzie pracował pod kierunkiem prof. Salvatore di Marzo. Po powrocie do Polski pracował nad dysertacją pod tytułem Iudicium familiae erciscundae w klasycznym prawie rzymskim, która dotyczyła prawa spadkowego.
Po wybuchy II wojny światowej Kryński wraz z wojskiem trafił do Rumunii, gdzie był internowany. W styczniu 1940 zbiegł z obozu i przedostał się do Francji. Wstąpił do Wojska Polskiego. Po jego rozformowaniu trafił do Wielkiej Brytanii. Był oficerem tłumaczem, a następnie oficerem oświatowym w Szkocji. Ukończył studia z filologii angielskiej na University of St Andrews. Gdy w 1944 roku powołano Polski Wydział Prawa na Uniwersytecie Oksfordzkim, Kryński został asystentem prof. Francisca de Zuluety. Prowadził ćwiczenia z prawa rzymskiego dla Polaków.
Po wojnie zdecydował się na powrót do Polski. Wykładał w Szkole Głównej Handlowej w Warszawie i na Katolickim Uniwersytecie Lubelskim.
Kryński tłumaczył teksty literackie z języka angielskiego, m.in. angielskich „poetów jezior”. Do autorów przez niego tłumaczonych należeli: William Wordsworth, Samuel Taylor Coleridge, Robert Southey, Robert Burns, Samuel Butler i Edward Gibbon.
Stanisław Kryński był żonaty z Zofią Beliną. Mieli syna Wojciecha (ur. 1938). Kryński zmarł w Warszawie 30 stycznia 1967 roku. Został pochowany na Cmentarzu Powązkowskim.

## Wybrane tłumaczenia
- Robert Burns, Z wierszy szkockich, Warszawa: Państwowy Instytut Wydawniczy, 1956 (wraz z Ludmiłą Marjańską i Zofią Kierszys)
- Edward Gibbon, Zmierzch Cesarstwa Rzymskiego, T. 1, Warszawa: Państwowy Instytut Wydawniczy, 1960 (tom 2. w tłumaczeniu Zofii Kierszys).
- Angielscy „Poeci Jezior”: W. Wordsworth, S. T. Coleridge, R. Southey, Wrocław: Zakład Narodowy im. Ossolińskich, 1963 (tłumaczenie, wybór i opracowanie).
- Samuel Butler, Hudibras, Wrocław: Ossolineum, 1970.